# Historia compostelana

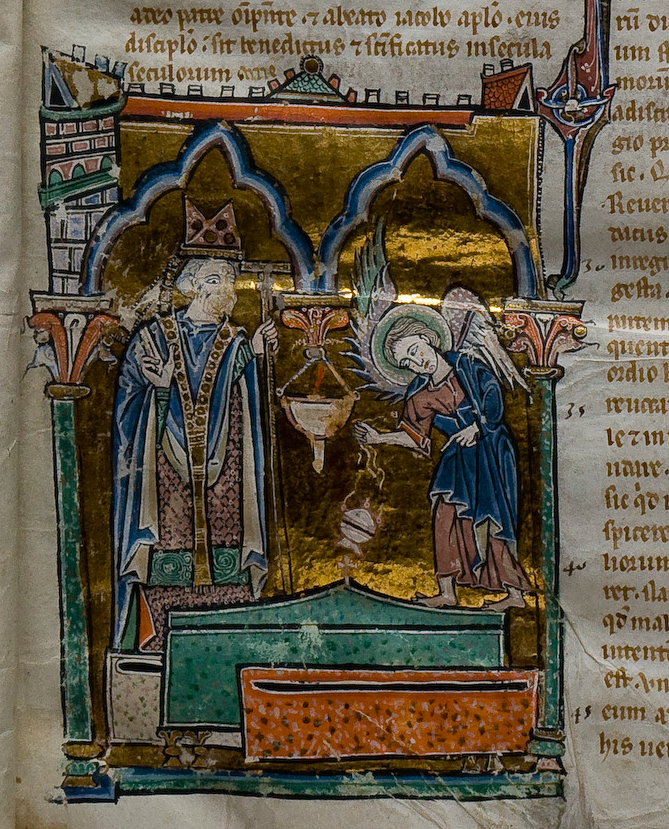

La Historia compostelana es una crónica del siglo XII, redactada aproximadamente entre 1107 y 1149, escrita en latín que recoge las empresas de Diego Gelmírez, arzobispo de Santiago de Compostela desde 1120. La obra fue publicada por primera vez en 1765 por Enrique Flórez integrada en su monumental España sagrada. 
La crónica está compuesta por dieciocho manuscritos organizados en tres libros y fue emprendida por iniciativa del propio Diego Gelmírez como un registro de la iglesia de Santiago de Compostela, cuyo fin es exaltar la vida y obras del obispo y luego arzobispo de la sede compostelana entre 1100 y 1140 para fundamentar los derechos y dominios de la archidiócesis.
Sin embargo la obra contiene una crónica del reino de León que comprende los reinados de Alfonso VI, Urraca y Alfonso VII e incluye transcripciones de documentos pertinentes a los hechos que narra, lo que la convierte en un documento historiográfico de primer orden para abordar el estudio de la primera mitad del siglo XII.

## Título
Los autores de la obra se refirieron a ella, tanto en los prólogos de los libros I y III como en el texto del II, como registrum. Sin embargo, es conocida como Historia compostelana desde su primera publicación de 1765 en el tomo XX de la España sagrada de Enrique Flórez, que le dio el título de Historia Compostellana siue de rebus gestis D. Didaci Gelmírez, primi Compostellani Archiepiscopi, es decir Historia Compostelana o hechos de D. Diego Gelmírez, primer arzobispo de Santiago.

## Autoría
La redacción de la Historia Compostelana (HC) se prolongó durante unas cuatro décadas, aproximadamente entre y 1107 y 1149, y en ese periodo los especialistas han identificado a entre tres y siete autores del texto. Algunos nombres se consideran prácticamente seguros y sobre otros existen discrepancias. Sobre Nuño Alfonso, tesorero de la iglesia de Santiago; el arcediano Hugo; y el canónigo Giraldo, existe un consenso general y ya fueron identificados como autores tanto por Enrique Flórez como, antes que él en 1696, por Nicolás Antonio.
Nuño o Munio Alfonso, en latín Munio Adefonsiades o Munio Mindoniensis —de Mondoñedo— como se refiere a él Nicolás Antonio, ya era probablemente canónigo en Santiago antes de la elección de Diego Gelmírez como obispo en 1100, y sin duda gozaba de la confianza de este, que le llegó a encargar tres viajes a Roma en misiones para el obispado, entre ellos acompañarlo en 1104 para solicitar el palio. Fue elegido obispo de Mondoñedo en 1112 y la última noticia que se tiene de él data de 1134. Es el autor del núcleo original de la obra, los capítulos del 4 al 45 del libro I, y es objeto de debate si los tres primeros capítulos introductorios fueron redactados por él o por Giraldo.
Hugo primero fue capellán y después canónigo y arcediano de la iglesia de Santiago. También gozaba de la confianza de Gelmírez y fue consagrado obispo de Oporto en 1112. Es el autor de HC I 15 y Nicolás Antonio conjeturó a partir de su nombre un origen francés, aunque del capítulo que escribió solo puede intentar deducirse una procedencia ajena a Galicia debido a su aparente falta de familiaridad con la toponimia local.
El maestro Giraldo o Gerardo, en latín Giraldus o Girardus, era muy probablemente de origen francés e incluso hace una alusión concreta que sugiere que procedía de Beauvais. Tiene además la más alta estima a la abadía de Cluny y una visión crítica sobre la población local. Como los otros autores, formaba parte del círculo de confianza de Gelmírez y viajó a Roma en 1118 para solicitar la concesión de la sede arzobispal para Santiago, que obtuvo finalmente en 1120. Giraldo continuó la redacción después de la elección de Nuño Alfonso como obispo y probablemente fue él quien incorporó a la obra el capítulo escrito por Hugo. Además de la posible atribución de los tres primeros capítulos del libro I, escribió este libro y todo o casi todo el segundo, ya que existe división de opiniones entre los especialistas sobre si también es el responsable del final del libro II y de gran parte del III.
Existe también sin lugar a dudas un cuarto autor, un capellán llamado Pedro, como relata él mismo en HC I 27, aunque los especialistas difieren al asignarle una identidad concreta entre los posibles candidatos con ese nombre. Debido al hecho de que bastantes detalles, entre ellos consideraciones estilísticas, hacen pensar que no fue Giraldo el cronista que culminó la obra, se han propuesto diferentes posibilidades alternativas, como el magister Rainerio, un clérigo de Pistoya, y otro canónigo, Pedro Marcio, que habría terminado la redacción a finales de la década de 1140, después del fallecimiento de Gelmírez. Además, dispersos a lo largo del texto parecen poder detectarse aportaciones de otros autores anónimos.

## Datación
La datación de la Historia Compostelana y de su proceso de su composición depende, además de las evidencias internas del texto, de las teorías que se acepten sobre la identidad de sus autores. Para el inicio de la redacción de la obra el año más antiguo en consideración es 1107, porque el 14 de mayo aparece Nuño Alfonso como tesorero de la iglesia. Su aportación cesó después de ser elegido obispo de Mondoñedo y, entre ambos límites se ha intentado precisar la escritura de esta sección inicial entre los años 1109 y 1113. Fechas similares (entre 1107 y 1112) se proponen para el capítulo redactado por Hugo (HC I 15), que fue consagrado obispo a la vez que Nuño. En cuanto al texto correspondiente sin dudas a Giraldo, se debe fechar después de 1120, porque Gelmírez ya aparece como obispo de Compostela y antes de 1126, año de fallecimiento de la reina Urraca, de la que se habla como todavía viva. Otros indicios precisan la fecha entre 1121 y 1124.
En cuanto al final de la obra, sea el autor Giraldo o Pedro Marcio, algunas partes están escritas con seguridad después de la muerte de Honorio II en 1130. El último capítulo habla de la invitación del papa Inocencio II para que Gelmírez asistiera al concilio de Letrán de 1139 por lo que tuvo que ser escrito después de ese año; de la misma forma que los capítulos HC III 45-36, en los que Gelmírez es tratado como ya fallecido, han de ser posteriores a 1140. Es posible que el final de la obra se escribiera durante el obispado de Pedro Elías (1143-1149).
La obra nos ha sido transmitida por varios manuscritos, siendo los más importantes aquellos que se encuentran en la Biblioteca de la Universidad de Salamanca y en el Archivo de la Catedral de Santiago.